# Ricochet (Tangerine Dream)
Ricochet gaat door het leven als het eerste officiële livealbum van de Duitse groep Tangerine Dream. 

## Inleiding
Tijdens de uitgave van het studioalbum Rubycon in maart 1975 bevond TD zich in Australië voor een concertserie van negen concerten; daarop volgden nog twee concerten in april. Michael Hoenig trad daarbij op als invaller van Peter Baumann. Wanneer TD in augustus de draad weer oppakt is Baumann weer van de partij en volgde een tournee door Frankrijk (september, vijf concerten) en Verenigd Koninkrijk (vijftien concerten). Tijdens twee concerten van die laatste reeks vinden opnamen plaats: 4 oktober 1975 in Kathedraal van Coventry en 23 oktober 1975 in Fairfield Halls in Croydon). Beide opnamen zouden gebruikt worden. Die eerste voor Live at Coventry Cathedral; de tweede voor Ricochet. Echter van 26 oktober tot 2 november is TD met Mick Glossop ook te vinden in de geluidsstudio The Manor om opnamen te maken. 
Het originele album werd in december 1975 uitgebracht en na de uitvinding van de compact disc kwamen er ettelijke heruitgaven met soms onderlinge verschillen. Verschil zit hem dan voornamelijk in het al dan niet aanwezig zijn van geluiden van het publiek. De uitgave op muziekcassette bevatte daarbij vaak een waarschuwing. Vanwege het verschil in lengte van de tracks moest de luisteraar van kant 1 vier minuten wegspoelen (ffwd).
Bij al die uitgaven bleek dat er behoorlijk gesleuteld was aan de opnamen. Men kwam er uiteindelijk achter, dat maar slechts een miniem deel van de concertopnamen gebruikt is en het merendeel van de muziek stamt uit de studiotijd. Dit werd onder meer geïnitieerd omdat er tijdens deel 1 een drumstel is te horen, terwijl Franke nooit een drumstel op het podium heeft bespeeld. Bij de voorbereiding van de verzamelbox In search of Hades (2019) bleek dat track 1 geheel uit studio-opnamen bestaat; alleen het applaus van het concert in Croydon werd wel gebruikt om het een live-idee mee te geven. Track 2 gebruikt als basis deel 2 van dat concert, maar ook hier werden grote delen opnieuw ingespeeld, zoals de introductie op piano. Toen voor die box Steven Wilson aan de gang ging voor een remix en een 5.1-versie kwam aan het licht dat de leden van de band ook afzonderlijk stukken (in mono-opnamen) hadden toegevoegd om tot het uiteindelijke resultaat te komen.   
De muziek is terug te leiden op de Berlijnse School voor elektronische muziek, ambientdelen worden opgevolgd door sequencergesteunde ritmische passages. Qua verkoopcijfers is het duidelijk de mindere van haar voorgaande studioalbums Phaedra en Rubycon, maar staat nog steeds in de belangstelling, waarbij het de meeste albums van latere datum ver achter zich laat.
Bij sommige versies werd vermeld dat er ook opnamen gemaakt zouden zijn tijdens de concertreeks in Frankrijk, maar die tekst verdween bij heruitgaven. Wel uit Frankrijk afkomstig is de foto op de hoes, die nabij Bordeaux is geschoten door Monica Froese (vrouw van Edgar).
Zelfs de titel leidde tot misverstanden. De ene vond dat het terugsloeg op een ricochet. Anderen waaronder Mark Jenkins die dit het beste album van TD vindt, voert het terug op het computerspel-console Ricochet, waarmee de heren tijdens de toer druk bezig waren met spelletjes als ricochet, raquet ball, tennis en hockey.

## Musici
- Edgar Froese, Christopher Franke, Peter Baumann – elektronica, synthesizers, mellotron

## Muziek
| Nr. | Titel                                     | Duur  |
| --- | ----------------------------------------- | ----- |
| 1.  | Ricochet deel 1 (Froese, Franke, Baumann) | 17:02 |

| Nr. | Titel                                     | Duur  |
| --- | ----------------------------------------- | ----- |
| 1.  | Ricochet deel 2 (Froese, Franke, Baumann) | 21:13 |

## Albumnotering
Het album stond vier weken in de Britse albumlijst
| Positie: | 40 | 42 | 42 | 43 | uit |

Het album bevat niet de eerste liveopnamen van TD; pas veel later verscheen The bootleg box set volume 1 met opnamen uit 1974. In die box is in bootlegkwaliteit wel het concert van 23 oktober 1875 te horen. 